# Karl Schill (Schauspieler)
Karl Maximilian Schill (* 21. Januar 1908 in Dresden; † nach 1973) war ein deutscher Schauspieler bei Bühne, Film und Fernsehen sowie ein Theaterregisseur.

## Leben und Wirken
Schill besuchte das Oberrealgymnasium von Dresden und nahm anschließend Schauspielunterricht bei Oberspielleiter Georg Kiesau vom Staatlichen Schauspielhaus Dresden. Ab 1937 gehörte Schill den Ensembles in Halberstadt (Stadttheater), Gera (Reußisches Theater, 1938/39), Krefeld (Stadttheater 1939–41), Krakau (zur Zeit der deutschen Besetzung 1941–42) und Kiel (1942–44) an. Seine Nachkriegslaufbahn begann der Dresdner 1945 bei den Hamburger Kammerspielen, ging dann 1947 für zwei weitere Spielzeiten an das Deutsche Schauspielhaus der Hansestadt, ehe er 1949 für Gastspiele und einzelne Bühnenregien nach Bielefeld, Würzburg, Coburg und Heidelberg reiste. 1954/55 schloss sich Karl Schill den städtischen Bühnen Dortmunds an. 1957 kehrte er nach Hamburg zurück und wirkte als Spielleiter und Schauspieler an den Bühnen von Harburg und, bis in die 1970er Jahre hinein, Altona.
Zu Schills Bühnenrollen zählen der Fiesko und der Egmont (beides Stadttheater Krefeld 1940), der Heinrich (in Hauptmanns “Die versunkene Glocke”) und der Petruccio (in Shakespeares “Der Widerspenstigen Zähmung”, beides Krakau 1941), der Prinz von Homburg (Kleists gleichnamiges Stück), der Gyges (in Hebbels “Gyges und sein Ring”) und der Ferdinand (in Schillers “Kabale und Liebe”, alles Stadttheater Kiel 1942 bis 1944), der Gregers Werle (in Ibsens “Die Wildente”, Hamburger Kammerspiele 1945), der Oderbruch (in Zuckmayers “Des Teufels General”, Deutsches Schauspielhaus Hamburg 1947), der Captain Brant (in O’Neills “Trauer muss Elektra tragen”, ebenda 1948) und der Hektor (in Giraudouxs “Der trojanische Krieg findet nicht statt”, Bielefeld 1949). An dem Städtischen Theater in Würzburg durfte er den Hamlet spielen und den Othello am Landestheater Coburg. Mit Osborns “Familienleben” konnte Karl Schill 1949 an den Städtischen Bühnen von Bielefeld erstmals auch ein Stück inszenieren. Es folgten in den frühen 1950er Jahren Inszenierungen von “Clavigo”, “Mirandolina” und “Ein Phönix zuviel”.
Zur selben Zeit (1949) gab Karl Schill in “Hafenmelodie” auch sein Filmdebüt. Doch blieb er bis zu Beginn der 1960er Jahre, als er sich in Hamburg niedergelassen hatte, Film und Fernsehen komplett fern. In nur einem Jahrzehnt regelmäßiger Fernsehtätigkeit (1961 bis 1971) sah man Schill in einer Reihe von Inszenierungen, darunter auch Folgen einzelner Serien, in denen er jedoch kaum Eindruck hinterließ.

## Filmografie
- 1949: Hafenmelodie
- 1961: Gestatten, mein Name ist Cox (TV-Serie)
- 1962: Der rote Hahn
- 1963: Das kleine Hofkonzert
- 1966–67: Cliff Dexter (TV-Serie, zwei Folgen)
- 1967: Bürgerkrieg in Rußland
- 1969: Jacques Offenbach -- Ein Lebensbild
- 1970: Claus Graf Stauffenberg
- 1971: Die Halsbandaffäre
- 1971: Maestro der Revolution?